# Victoria (Brașov)
Victoria is een stad (oraș) in het Roemeense district Brașov. De stad telt 9046 inwoners (2002).

## Stedenband
- Chevilly-Larue, Frankrijk, sinds 1994
- Utrechtse Heuvelrug, Nederland (voorheen Doorn), sinds 2005
- Lariano, Italië, sinds 2007

Steden met gemeentestatus: Brașov · Făgăraș · Codlea · Săcele

Steden zonder gemeentestatus: Ghimbav · Predeal · Râșnov · Rupea · Victoria · Zărnești